# Luftpumpen
Luftpumpen (Antlia på latin) är en stjärnbild på södra stjärnhimlen. Konstellationen är en av de 88 moderna stjärnbilderna som erkänns av den Internationella Astronomiska Unionen.

## Historik
Astronomen Nicholas Louis de la Caille namngav i mitten på 1700-talets ett antal nya stjärnbilder på södra stjärnhimlen, bland andra Antlia Pneumatica,  (genitiv Antliae, astronomisk förkortning ANT). I svensk översättning luftpumpen.

## Läge

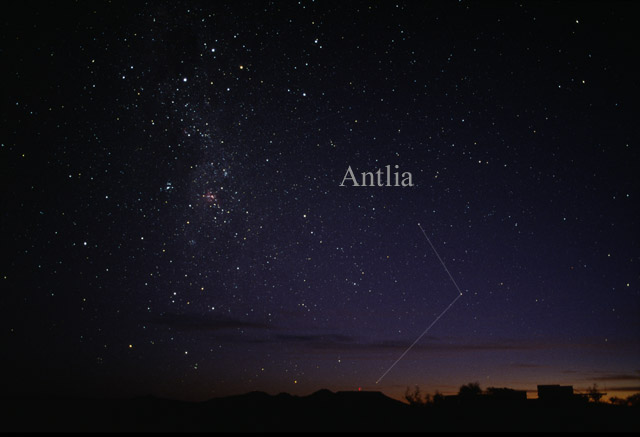
Stjärnbilden Luftpumpen (Antlia) som den kan ses med blotta ögat.

Luftpumpen är ganska svår att finna, eftersom de stjärnor som bildar den är mycket svaga (magnitud nätt och jämnt 4). Dessutom är området fattigt på starkare stjärnor, vilka skulle kunna ge en ledtråd. Det bästa sättet är egentligen att finna Södra korset och södra delen av Vintergatsbandet och orientera sig därifrån, något som inte är möjligt från Sverige (då dessa är osynliga).
I sin helhet syns Luftpumpen inte från Sverige under någon del av året, medan dess nordligaste stjärnor, exempelvis Theta Antliae och Alfa Antliae, med visst besvär kan ses från södra delen av landet.

## Stjärnor
Ingen stjärna i Luftpumpen har begåvats med något speciellt namn, och i stjärnbilden ingående stjärnor betecknas därför bara enligt astronomisk konvention med grekiska bokstäver efter ljusstyrkan.
- α - Alfa Antliae har magnituden 4,42 och befinner sig på 325 ljusårs avstånd.
- ε - Epsilon Antliae med magnituden 4,64 ligger 400 ljusår bort.
- ι - Jota Antliae med magnitud 4,70 ligger 230 ljusår bort. Den tillhör samma grupp gula stjärnor (G5) i huvudserien som vår egen centralstjärna solen.

| Beteckning | Namn            | Apparent magnitud | Ljusårs avstånd | kommentareer |
| ---------- | --------------- | ----------------- | --------------- | ------------ |
| α          | Alfa Antliae    | 4,28              | 366             |              |
| ε          | Epsilon Antliae | 4,51              | 700             |              |
| ι          | Jota Antliae    | 4,60              | 199             |              |
| θ          | Theta Antliae   | 4,78              | 384             |              |
| η          | Eta Antliae     | 5,23              | 106             |              |
| U Ant      | U Antliae       | +5,50             | 840 ± 150       |              |
| δ          | Delta Antliae   | 5,57              | 481             |              |
| ζ¹         | Zeta-1 Antliae  | 5,75              | 372             |              |
| ζ²         | Zeta-2 Antliae  | 5,91              | 374             |              |

## Djuprymdsobjekt

### Galaxer

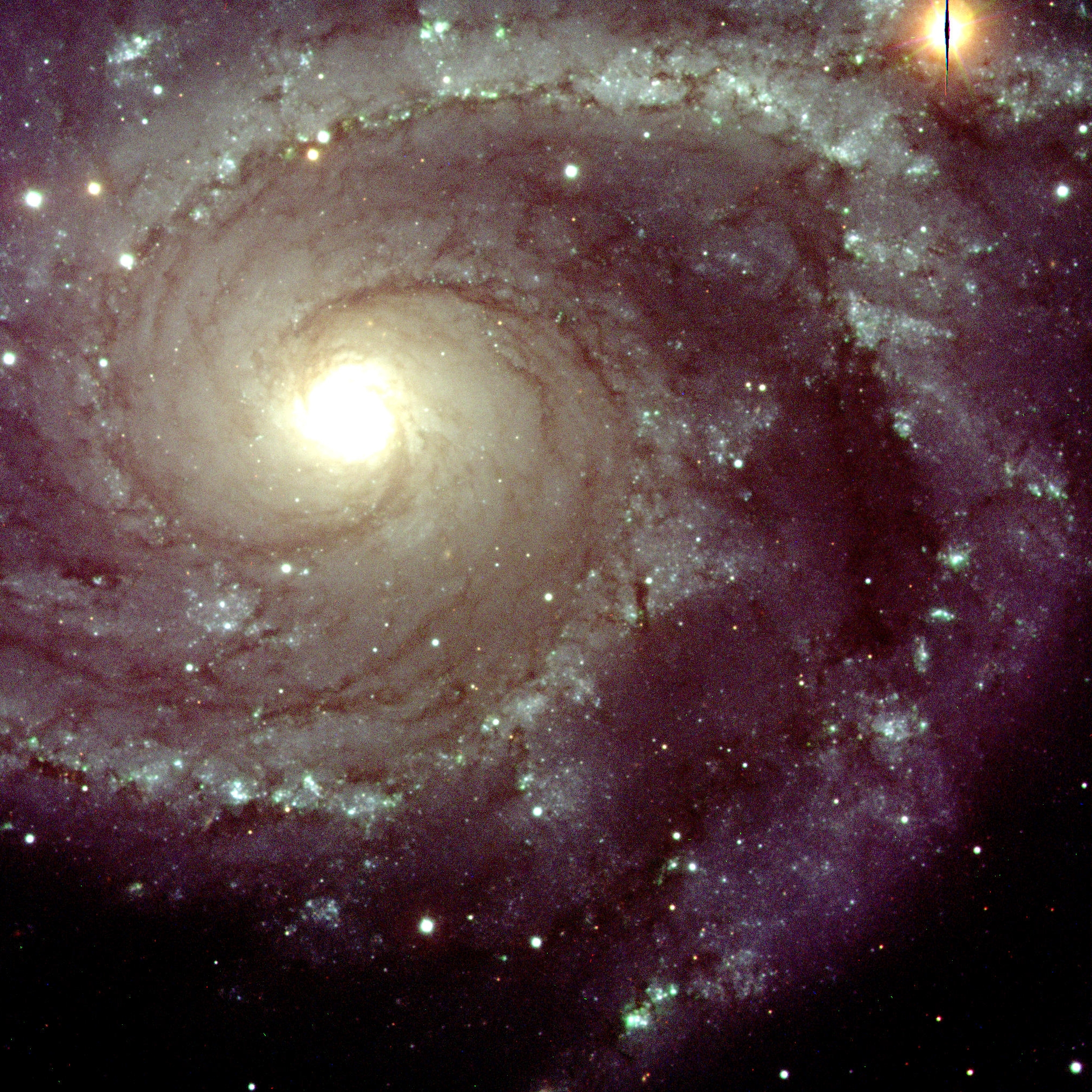
NGC 2997

Luftpumpen innehåller många, men ljussvaga, galaxer.
- NGC 2997 är en spiralgalax av magnitud 10,6.